# 杜鍷
杜鍷（1507年—1566年），字邦平，號館江，浙江省寧波府鄞縣人。

## 生平
嘉靖七年（1528年）戊子科浙江鄉試第六十九名舉人，嘉靖十一年（1532年）壬辰科第三甲第一百一十七名進士。礼部观政。授旌德县知县，嘉靖十三年（1534年）任上海县知县。

## 家族
曾祖杜允；祖杜儀；父杜璵；母董氏。具慶下，妻徐氏，弟銳；銶；鍇；銈；鉉，子志和。